# 暗褐霸鹟
暗褐霸鹟（学名：Cnemotriccus fuscatus），是雀形目霸鹟科的一种鸟类，属于单型的暗褐霸鹟属（学名：Cnemotriccus）。
暗褐霸鹟体重约13.6克，翼长约66.7毫米，喙宽度约5.4毫米，喙厚度约4毫米，嘴峰长约13.8毫米，跗蹠长约18.3毫米，尾长约62.6毫米。
暗褐霸鹟具有部分的迁徙性，栖息在森林，它们是食肉动物，主要以昆虫、蜘蛛等陆生无脊椎动物为食。

## 亚种
- C. f. cabanisi，分布在哥伦比亚北部至委内瑞拉东北部、特立尼达和多巴哥。
- C. f. fumosus，分布在圭亚那岛和巴西东北部。
- C. f. fuscatior，分布在委内瑞拉西南部、哥伦比亚东南部、厄瓜多尔东部、秘鲁东部和巴西中部。
- C. f. beniensis，分布在玻利维亚北部。
- C. f. bimaculatus，分布在玻利维亚中部、巴西南部和东部、巴拉圭和阿根廷北部。
- C. f. fuscatus，分布在巴西东南部和阿根廷东北部。[4]